# Багай (деревня)
Багай — деревня в Увинском районе Удмуртии, входит в Нылгинское сельское поселение. Находится в 19 км к юго-востоку от посёлка Ува и в 53 км к западу от Ижевска.